# Benthodesmus papua
Benthodesmus papua és una espècie de peix pertanyent a la família dels triquiúrids.

## Descripció
- Pot arribar a fer 24 cm de llargària màxima.
- Cos platejat amb les mandíbules i l'opercle negrosos.
- L'interior de la boca i les cavitats branquials són de color negre.
- 38 espines i 112 radis tous a l'aleta dorsal i 2 espines i 102 radis tous a l'anal.
- 155 vèrtebres.[5][6]

## Hàbitat
És un peix marí i probablement bentopelàgic que viu entre 200 i 800 m de fondària (8°S-17°S, 146°E-154°E). Els joves són mesopelàgics a 200 m de profunditat.

## Distribució geogràfica
Es troba al Pacífic occidental central: el golf de Papua a Papua Nova Guinea i Austràlia (el mar del Corall).

## Observacions
És inofensiu per als humans.